# Legion: The Legend of Excalibur
Legion: The Legend of Excalibur là một game thuộc thể loại chiến lược thời gian thực pha trộn nhập vai hành động được phát triển bởi hãng Westwood Studios 7 Studios và Midway Games phát hành cho hệ máy PlayStation 2 vào năm 2002. Trò chơi ể về câu chuyện của vị Vua Arthur trẻ tuổi giải cứu vương quốc thoát khỏi tay mụ phù thủy hắc ám Morgan và được giới phê bình đánh giá chủ yếu ở mức độ tồi tệ hoặc tầm thường.

## Cốt truyện
Legion: The Legend of Excalibur bắt đầu từ việc mụ phù thủy hắc ám là Nữ hoàng Morgan le Fay tấn công và sát hại vua cha Uther Pendragon để đoạt lấy Vương quốc Camelot. Người em họ tài năng là Vua Arthur tuyên bố quyền kế vị ngai vàng bằng cách kéo thanh kiếm ma thuật Excalibur ra khỏi hòn đá và chiêu mộ các anh hùng hào kiệt tới giúp mình (bao gồm nữ chiến binh Gwenevere, pháp sư Merlin, nữ phù thủy Nimue và các hiệp sĩ Lancelot, Percival và Galahad) đánh bại đạo quân siêu nhiên của Morgan (dưới sự lãnh đạo của Hiệp sĩ Đỏ, Hiệp sĩ Xanh và Hiệp sĩ Đen và Vua Lot), và cuối cùng là để trả thù cho cha mình.

## Đón nhận
Legion: The Legend of Excalibur nhận được sự phê bình nhìn chung hỗn hợp hoặc trung bình, bao gồm cả điểm số trung bình 51/100 tại Metacritic và 57.89% tại GameRankings. Chris Carle của IGN đã đưa ra lời bình luận tích cực với số điểm 7.8/10, nói rằng "chẳng có gì giống như Legion hiện đang tồn tại trên hệ máy PlayStation 2" kết hợp nhiều thể loại đến như vậy, và cho rằng "kết cuộc, Legion là một tựa game vững vàng về giá trị chơi qua một lần. Nó có thể bay hơi ngay sau đó, nhưng lại là một sự pha trộn thú vị giữa hành động, chiến lược và RPG. Người hâm mộ các game Gauntlet, Baldur's Gate: Dark Alliance và Diablo có thể muốn đoái hoài đến nó." Mặt khác, Jeff Gerstmann của GameSpot chỉ chấm 3.8/10 điểm, cho rằng "Legion có nhiều khái niệm âm thanh, nhưng tất cả mọi thứ đã sụp đổ từng phần trong việc thực hiện, kết quả là một trò chơi chỉ chạy âm giai từ việc gây trở ngại đến sự đơn giản khủng khiếp." Những đánh giá khác bao gồm C- đến từ Game Revolution, 3/10 từ RPGamer, 3/10 from PlayStation World, 6.7/10 từ GameZone, 9/20 từ JeuxVideo.com (Pháp), và 66% từ 4Players (Đức).